# كيانية
الكيانية إحساس تجريدي عقلي يعتبر شئ ما ككيان صافي. يستعمل في علم النفس كتعبير يعني «نظرة جماعة على أنهم كيان صرف» (أي جماعة كيانية) بخلاف وجودية الفرد. إنها تختلف عن الشمولية. أما من الناحية العملية، فيمكن تعريف الكيانية بـ«إدراك مجموعة مجتمعي، مثل الأفراد، أنها موحدة ومتراصة». تكون الكيانية أعلى قوة بين المجموعات المتألفة (مثل العائلات)، وبدرجة أقل بين فرق العمل (أي موظفي شركة)، وتقل أكثر بين فئات المجتمع (مثل أبناء طائفة)، وحتى أكثر بين الجماعات المؤقتة (مثل أشخاص ينتظرون على موقف الحافلات)

## التسمية
يأتي مصطلح «الكيانية» من الإنكليزية Entitativity والتي استعملها كامبل عام 1958 في إيضاح الفرق بين الجماعات الحقيية وبين مجموعة أفراد. لا توجد لها مرادفات شائعة في اللغة العربية. أقرب مصطلح متداول هو ألعصبية.

## الدلالات
من خلال تفسيره، قال كمبل أنه هناك ثلاث دلالات (بالإنجليزية: cues)‏ أو تلميحات يمكن الاستعانة بها لتحديد متى يمكن اعتبار مجموعة من الأفراد كيان أم لا. فمثلا، بينما يبدوا مشجعي فريق رياضي كجماعة متفرقة لا علاقة بينهم، إلا غنائهم معا وصريخهم معا عند تسجيل هدف يدل على أنهم كيان واحد.
ركز كامبل على ثلاث تلميحات يستعملها الفرد ليحدد كيانية مجموعة ما:
- وحدة المصير: مدى ترابط المصير الذي يتقاسمه أفراد مجموعة.
- التشابه: مدى التشابه الذي يظهره أفراد المجموعة في السلوكيات والقيم الكتسبة.
- الجيرة: مدى القرب والبعد بين أفراد المجموعة.

## أمثلة
في حالة مجموعة طلاب تجلس حول طاولة في مكتبة عامة. يمكن أن يكونوا أصدقاء يدرسون معا، أو يمكن أن يكونوا غرباء لا يمتون لبعضهم بصلة. لتطبيق الدلالت الثلاثة، يمكن ملاحظة التالي:
- وحدة المصير: إذا غادروا جميعهم المكان وهم يتكلمون معا.
- التشابه: إذا كانوا كلهم يستعملون نفس الكتب أو أنهن يرتدون زيا موحدا.
- الجيرة: هل يجلسون بالقرب من بعضهم البعض.

## إقراء أيضا
- سلم كوغ
- تعاون
- تضافر
- ميسر
- سلوكية الجماعة
- نرجسية جماعية
- العلاقات بين الأشخاص
- إجراءات صيانة
- مناخ المنظمة
- تجانس خارج المجموعة
- تنزيل قرار
- تواصل المجموعات الصغيرة
- ضبط اجتماعي
- تعلم يعتمد على الفريق
- دينامية الجماعة